# Karl Baur (Femeopfer)
Karl Josef Martin Baur (* 21. März 1901 in Wismar; † 18. Februar 1923 in München) war ein deutscher politischer Aktivist. Er gilt als das letzte Opfer der als „Fememorde“ bekannt gewordenen Serie von Tötungshandlungen, die zwischen 1919 und 1923 von Angehörigen rechtsextremer Organisationen im Deutschland der ersten Jahre nach dem Ende des Ersten Weltkrieges an tatsächlichen oder vermeintlichen politischen Gegnern oder Verrätern aus den eigenen Reihen verübt wurden.

## Leben und Wirken

### Werdegang Baurs bis 1922
Baur wurde 1901 als Sohn eines Eisenbahnsekretärs im mecklenburgischen Wismar geboren. Nach dem Besuch der Bürgerschule wurde er zur Ausbildung in das Lehrerseminar Neukloster gegeben.
Noch als Minderjähriger meldete Baur sich 1918, während des letzten Jahres des Ersten Weltkriegs, gegen den Willen seiner Eltern als Kriegsfreiwilliger bei der Preußischen Armee. Er wurde einem Grenadierregiment zugewiesen. Es ist zweifelhaft, ob er vor Kriegsende noch an die Front gelangte.
Im Frühjahr 1919 meldete Baur sich zum Dienst beim Grenzschutz Ost, d. h. zur Teilnahme an der Sicherung der deutschen Ostgrenze gegen Polen (zwischen beiden Staaten bestanden damals Konflikte wegen der Frage des zukünftigen Grenzverlaufs). Dort geriet er in polnische Gefangenschaft und wurde von einem polnischen Kriegsgericht zum Tode verurteilt.
Nachdem ihm die Flucht aus der polnischen Gefangenschaft gelungen war, wollte Baur sich erneut dem Grenzschutz anschließen, was jedoch von seinem Vater verhindert wurde, der das Dienstverhältnis seines minderjährigen Sohnes beim Grenzschutz lösen ließ und ihn zurück ins Lehrerseminar schickte.
Obwohl die Erfahrungen in Polen bei Baur einen Nervenzusammenbruch verursachten, bestand er seine Prüfungen im Seminar und konnte noch 1919 eine einjährige Praktikumsstelle an einer Landschule in Mecklenburg antreten.
Während dieser Zeit begann Baur sich in der rechtsextremen Szene in seiner Heimat zu betätigen. 1922 unterstützte er als Mitglied der Geheimorganisation Consul (OC) die Mörder des Reichsaußenministers Walther Rathenau als Fluchthelfer.

### Betätigung im rechtsextremen Milieu von München (1922/1923)
Ende 1922 siedelte Baur von Mecklenburg nach Bayern über, wo er in München in ärmlichen Verhältnissen lebte.
Es gelang ihm jedoch, Anschluss an die rechtsextreme Szene von München zu finden. So wurde er Anfang 1923 in die lokale Roßbach-Gruppe, d. h. den Zusammenschluss der paramilitärisch organisierten Anhänger des rechtsradikalen Freikorpsführers Gerhard Roßbach, in der bayerischen Landeshauptstadt aufgenommen. Außerdem tat Baur kurzzeitig Dienst in der 20. SA-Hundertschaft in München, die sich aus Mitgliedern der Roßbach-Gruppe rekrutierte. 
Im Kreis seiner Gesinnungsgenossen fiel Baur bald durch großsprecherische Redensarten und realitätsfremde Pläne, die er schmiedete, auf. Zudem erwarb der notorisch klamme Student den Ruf eines Rüpels und Schnorrers.
Anfang Januar 1923 entwickelte Baur nach dem Besuch einer Hitlerrede über das „Verbrechen“ der Novemberrevolution von 1918 den Plan, den früheren Reichskanzler und damaligen Oberbürgermeister von Kassel, Philipp Scheidemann, durch ein Attentat zu beseitigen. Er begann Vorbereitungen für eine solche Tat zu treffen und versuchte Komplizen für die Ausführung und Geldgeber zu werben. Hiermit war ihm jedoch wenig Erfolg beschieden, teils da man seine Pläne nicht ernst nahm, teils da sie von seinen Gesinnungsgenossen, trotz grundsätzlicher Mordbereitschaft, als inopportun, da ihren politischen Zielen nicht dienlich, angesehen wurden.
Da Baur ungefragt mit jedem über seine Attentatspläne gegen Scheidemann sprach, wurde die Münchner Polizei auf ihn aufmerksam: Am 19. Januar 1923 wurde er verhaftet. In der folgenden Vernehmung gab er seinen Attentatsplan unverhohlen zu, versprach aber auf Verlangen der Polizei, die Tat nicht zur Ausführung zu bringen. Auf die Einleitung eines Verfahrens gegen ihn wurde verzichtet, da er seine Tat noch nicht versucht habe, sondern bisher über das Stadium einer Überlegung oder eines Gedankenspiels nicht hinausgekommen war.
Stattdessen wurde Baur am 6. Februar von der Regierung des Staatskommissars für München aus Bayern ausgewiesen. Er ignorierte die Anweisung jedoch und hielt sich weiterhin in München auf.
In den nationalsozialistischen Kreisen von München kam zur selben Zeit der Verdacht auf, dass Baur die Quelle für eine Reihe von Artikeln in der sozialdemokratischen Münchener Post sein könnte, in der die Öffentlichkeit auf Basis von Insiderinformationen über geheime Aktivitäten der rechtsextremen Szene der bayerischen Landeshauptstadt aufgeklärt wurde.
Um den 20. Januar 1923 trat Baur durch Vermittlung von Felix Aumüller dem rechtsradikalen Blücherbund bei. In dieser Organisation übernahm er die Funktion eines Zugführers einer Kompanie des Bundes. Nach seiner Ausweisung am 6. Februar 1923 wurde Baur von dem Leiter der Münchner Kreisstelle des Blücherbundes, Johann Berger, in dessen Wohnung, in der sich zugleich die Geschäftsstelle des Bundes befand, untergebracht.
Auf Vermittlung von Berger erhielt Baur am 7. Februar 1923 die Stelle eines Privatsekretärs des Privatdozenten Arnold Ruge, der eine führende Rolle beim Blücherbund spielte. Ruge war ein radikaler Verfechter völkischer Ideen; er vertrat insbesondere die Auffassung, dass es legitim sei, Gegner vaterländischer Ziele zu töten. Der sich verbal besonders extremistisch-rechts gebende Baur erschien ihm daher der geeignete Mann zu sein, um den Posten als sein Assistent zu übernehmen.
Bereits nach etwa einer Woche begann Ruge seinem neuen Sekretär Misstrauen entgegenzubringen: Dieser erschien ihm in seiner bramarbasierenden Sprücheklopferei als nicht hinreichend verschwiegen sowie als leichtsinnig und unzuverlässig, so dass er ihn wieder entließ.

### Verwicklung in rechtsextremistische Umsturzpläne im Frühjahr 1923
Parallel zu seiner Tätigkeit im Blücherbund war Baur mit dem Journalisten Hugo Machhaus näher bekannt geworden, einem der wichtigsten Protagonisten eines für das Frühjahr 1923 geplanten separatistischen Putsches in Bayern. Zur Vorbereitung dieses Unternehmens sollte Baur eine Reise nach Regensburg und dann nach Norddeutschland unternehmen, um mit den völkischen Kreisen von Regensburg und den völkischen Kreisen in Norddeutschland Fühlung zu nehmen, um diese zu einer Unterstützung eines von München ausgehenden Umsturzes zu bewegen. Er sollte die Fahr zusammen mit zwei anderen Mitgliedern des Blücherbundes, Hermann Ströbl und August Zwengauer, unternehmen.
Zur Finanzierung der Reise wandte Baur sich am 16. Februar 1923 telefonisch an Ruge, von dem er 40.000 RM zu diesem Zweck verlangte, was dieser jedoch verweigerte. Stattdessen suchte Baur am 17. Februar 1923 Berger auf, den er wegen der fehlenden Finanzierung seiner Reise Vorhaltungen machte und ihm damit drohte, dass er, wenn man ihm die geforderte Summe nicht zur Verfügung stelle, die Behörden oder politische Gegner des Blücherbundes von dessen Plänen in Kenntnis setzen werde. Berger gab ihm daraufhin 7.000 RM. Mit diesem Geld reiste er nach Regensburg. Dort traf Baur mit Zwengauer und Ströbl, die er vorausgeschickt hatte, und dem lokalen Nationalsozialisten Max Stubenrauch zusammen.
Nachdem Berger schließlich um den 18. Februar 1923 von Machhaus das Geld für Baurs Reise erhalten hatte, schickte er zwei weitere Mitglieder des Blücherbundes nach Regensburg mit dem Auftrag, das Geld an Baur zu übergeben, um das bevorstehende Unternehmen finanziell in Gang zu bringen, und sich Baur und den anderen anzuschließen.
In Regensburg fiel Baur seinen Gesinnungsgenossen durch rücksichtsloses Verhalten auf: Er beschimpfte seine Begleiter und ließ sich von diesen aushalten. Während er in einem Hotel übernachtete, ließ er Zwengauer in der Bahnhofshalle schlafen. Vor allem beklagte er den Geldmangel und ordnete an, am nächsten Tag nach München zurückzukehren, um mehr Geld einzuwerben. Da Baur verschlief und zum verabredeten Zeitpunkt nicht am Bahnsteig erschien, fuhren Ströbl und Zwengauer allein, begleitet von Stubenrauch, nach München zurück.
Nach ihrer Rückkehr nach München suchten Zwengauer, Ströbl und Stubenrauch Johann Berger auf, dem sie über die Vorgänge in Regensburg berichteten. Berger zeigte sich über Baurs Benehmen auf das höchste empört und erklärte, dass dieser sich endgültig als ein „Schwein“ erwiesen habe, das aus der nationalen Bewegung herausgehöre. Wenn die norddeutschen vaterländischen Kreise nicht hinreichend vorbereitet seien, wenn in Bayern eine Aktion zur „Rettung“ des Reiches von der „roten“ Herrschaft ausgelöst würde, und sie aufgrund ihrer mangelnden Vorbereitung nicht in der Lage seien, diese praktisch in ihren Wirkungsgebieten zu unterstützen und zu ihrem Erfolg beizutragen, so sei dies Baurs Schuld. Zudem argwöhnte er, dass Baur den mittlerweile nach Regensburg geschickten Bundesmitgliedern die Gelder, die sie bei sich führten, abnehmen und privat verbrauchen könnte. Im weiteren Verlauf des Gespräches tauchte erstmals der Gedanke auf, sich Baurs durch Mord zu entledigen. So unterhielten Zwengauer und Ströbl sich ganz allgemein darüber, wie man denn Leute töten könnte.

### Der Mordfall Karl Baur
Am Abend des 18. Februar 1923 wurde Baur am Münchener Bahnhof von Zwengauer, Stubenrauch, Johann Berger und dessen Bruder Ernst Berger abgeholt. Die Berger-Brüder machten ihm bei dieser Gelegenheit schwere Vorwürfe wegen seines Verhaltens. Die fünf Männer begaben sich dann zurück zu Johann Bergers Wohnung, wo die verbalen Auseinandersetzungen zwischen den Berger-Brüdern und Zwengauer mit Baur weitergingen.
Zwengauer erklärte schließlich, dass die Reise nach Norddeutschland anstatt mit der Bahn mit einem Auto durchgeführt werden solle, da nun Geldmittel vorhanden seien. Auf einem Stadtplan wurde Baur der Treffpunkt gezeigt, an dem er und seine Begleiter angeblich das fragliche Auto besteigen sollten, um die Fahrt nach Regensburg und dann in den Norden zu beginnen. Sodann wurde Baur darauf hingewiesen, dass es zu gefährlich sei, Ausweise oder andere Legitimationspapiere mit auf die Reise zu nehmen, und dazu veranlasst, seine Papiere in einen Koffer, den er bei Berger untergestellt hatte, zu packen, den er während der Autofahrt in der Wohnung zur Verwahrung zurücklassen sollte.
Ernst Berger und Stubenrauch gingen sodann zurück zum Bahnhof, angeblich um andere Mitglieder des Blücherbundes abzuholen. Derweil verließ Zwengauer die Bergersche Wohnung gemeinsam mit Baur, dem er vorspielte, ihn zu dem bereitstehenden Wagen führen zu wollen. Tatsächlich lotste er ihn unauffällig an eine menschenleere Stelle des Isarufers. Dort begann Zwengauer plötzlich, Baur Vorwürfe wegen seines Verhaltens in den vergangenen Tagen zu machen und ihm den Schaden vorzuhalten, den er der nationalen Sache zugefügt habe. Seine kurze Anklagerede gegenüber Baur mündete in der Ankündigung, dass dieser sterben müsse. Er zog einen Revolver und forderte Baur auf, in den Fluss zu springen. Baur weigerte sich, dieser Anweisung Folge zu leisten. Daraufhin erschoss Zwengauer ihn an Ort und Stelle und warf ihn anschließend in die Isar.
Zwengauer begab sich nun zurück in die Wohnung von Berger, wo sich auch Stubenrauch und Ernst Berger wieder eingefunden hatten. Er teilte ihnen mit, dass Baur nun nicht mehr in der Lage sei, etwas zu verraten. Mit Hinblick auf Baurs Tasche wurde vereinbart, dass Berger diese am nächsten Tag nach Ansbach bringen würde. Am 19. Februar 1923 fuhr Berger dann tatsächlich nach Ansbach, wo er Baurs Koffer dem Kreisleiter des Blücherbundes in der Stadt zur Verwahrung übergab.
Baurs Leiche wurde am 27. März 1923, mehr als einen Monat nach seinem Tod, in der Nähe von Freising in der Isar entdeckt und geborgen.